# リウヴィルの定理 (解析学)

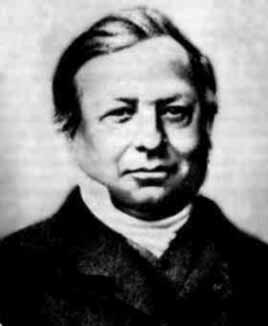
ジョゼフ・リウヴィル

リウヴィルの定理（Liouville's theorem）は、有界な整関数は定数関数に限るということを主張する複素解析の定理である。ジョゼフ・リウヴィルにちなむ。整関数とは複素平面全体において正則（複素微分可能）な関数をいう。有界であるとは、ある実定数 M が存在して、任意の複素数 z に対して |f(z)| ≤ M となることをいう。

## 証明
f(z) を整関数で、M を定数、任意の z ∈ C に対して |f(z)| ≤ M とする。f を原点を中心にテイラー展開する：
{\displaystyle f(z)=\sum _{n=0}^{\infty }a_{n}z^{n}.}
コーシーの積分公式により
{\displaystyle a_{n}={\frac {f^{(n)}(0)}{n!}}={\frac {1}{2{\pi }i}}\oint _{C_{r}}{\frac {f(\zeta )}{\zeta ^{n+1}}}\,d\zeta }
である。ただし、Cr は原点を中心とする半径 r > 0 の円である。仮定により |f(z)| ≤ M であるから
{\displaystyle |a_{n}|\leq {\frac {1}{2\pi }}\oint _{C_{r}}{\frac {|f(\zeta )|}{|\zeta |^{n+1}}}\,|d\zeta |\leq {\frac {1}{2\pi }}\int _{0}^{2\pi }{\frac {M}{r^{n+1}}}\,r\,d\theta ={\frac {M}{r^{n}}}}
である。r は任意であるから n ≥ 1 のとき r → +∞ として an = 0 を得る。

## 適用例
以下の記事にリウヴィルの定理を適用する例がある。
- 三角関数の部分分数展開
- 代数学の基本定理
- 楕円関数
- ヤコビの虚数変換式
- ヤコビの三重積

### 代数学の基本定理
リウヴィルの定理が応用される例として、代数学の基本定理の証明がある。p(z) を定数関数ではない、複素係数の多項式とする。任意の z ∈ C に対し、p(z)≠0 とすると、f(z) = 1/p(z) は有界な整関数となる。したがって、リウヴィルの定理により、p(z) は定数関数となり、仮定に矛盾する。

### スペクトル集合の性質
リウヴィルの定理は、複素バナッハ空間の有界線形作用素のスペクトル集合が空集合でないことを示すのに適用される。
Xを{0}でない複素バナッハ空間とし、AをX上の有界線形作用素とすると、そのスペクトル集合σ(A)は空ではない。実際、σ(A)=øとすると、補集合であるレゾルベント集合ρ(A)はC全体となる。このとき、すべてのλ ∈ Cに対して、レゾルベント作用素R(A,λ)は、λについて作用素ノルムでの極限の意味で正則となる。よって、任意のx ∈ Xとf ∈ X∗に対し、f(R(A,λ)x)はC上の有界な整関数となる。リウヴィルの定理より、これは定数関数であり、さらにはゼロとなる。したがって、X={0}となり、矛盾する。
このリウヴィルの定理を用いた証明はイズライル・ゲルファントによって、与えられた。